# Mariakerke (Ostende)
Pour les articles homonymes, voir Mariakerke.
Mariakerke est un village de la ville belge d'Ostende située en Région flamande dans la province de Flandre-Occidentale.
James Ensor, célèbre peintre belge, y est inhumé.

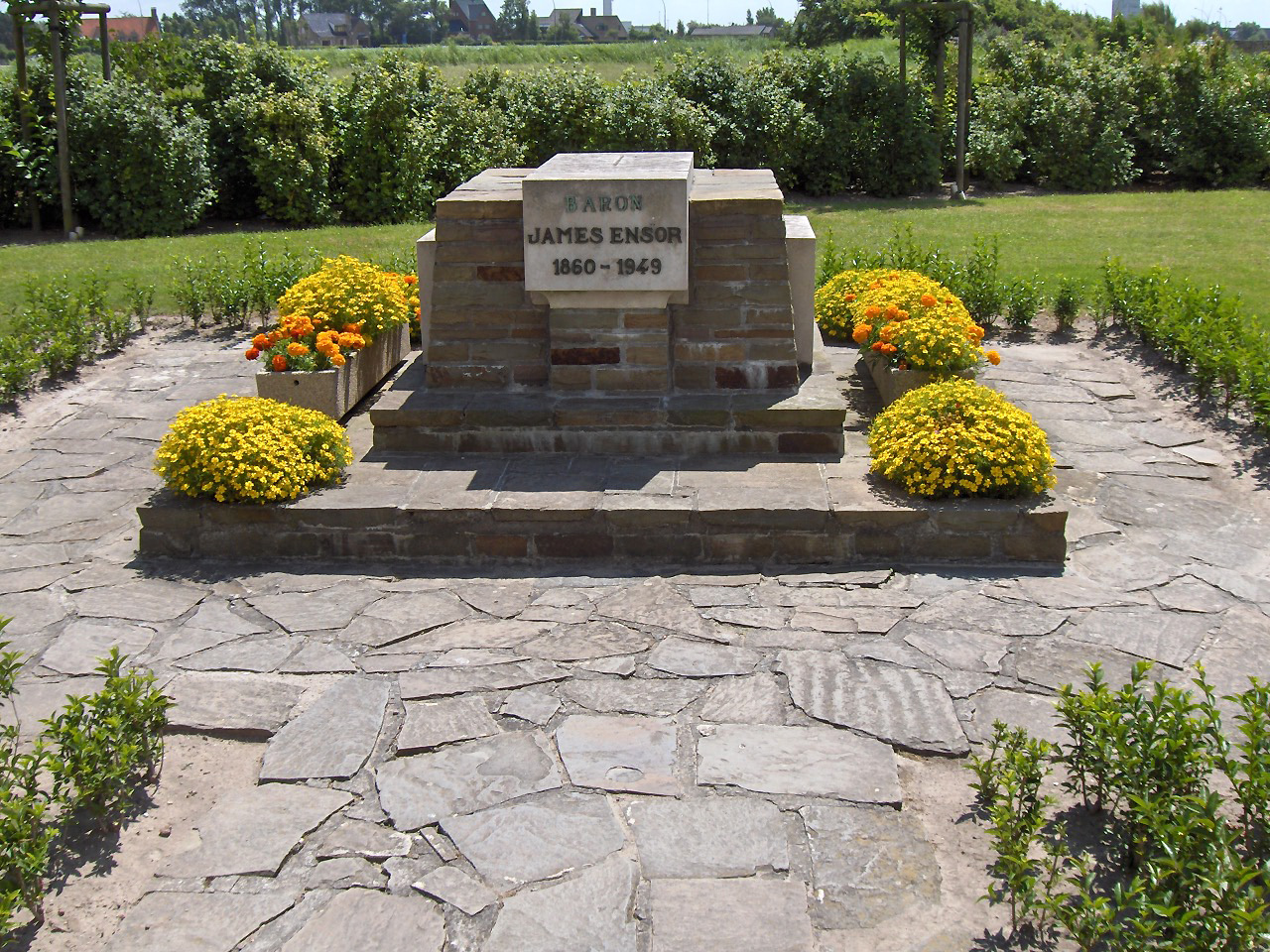
Tombe de James Ensor.

Peintures d'Albert Baetsoen
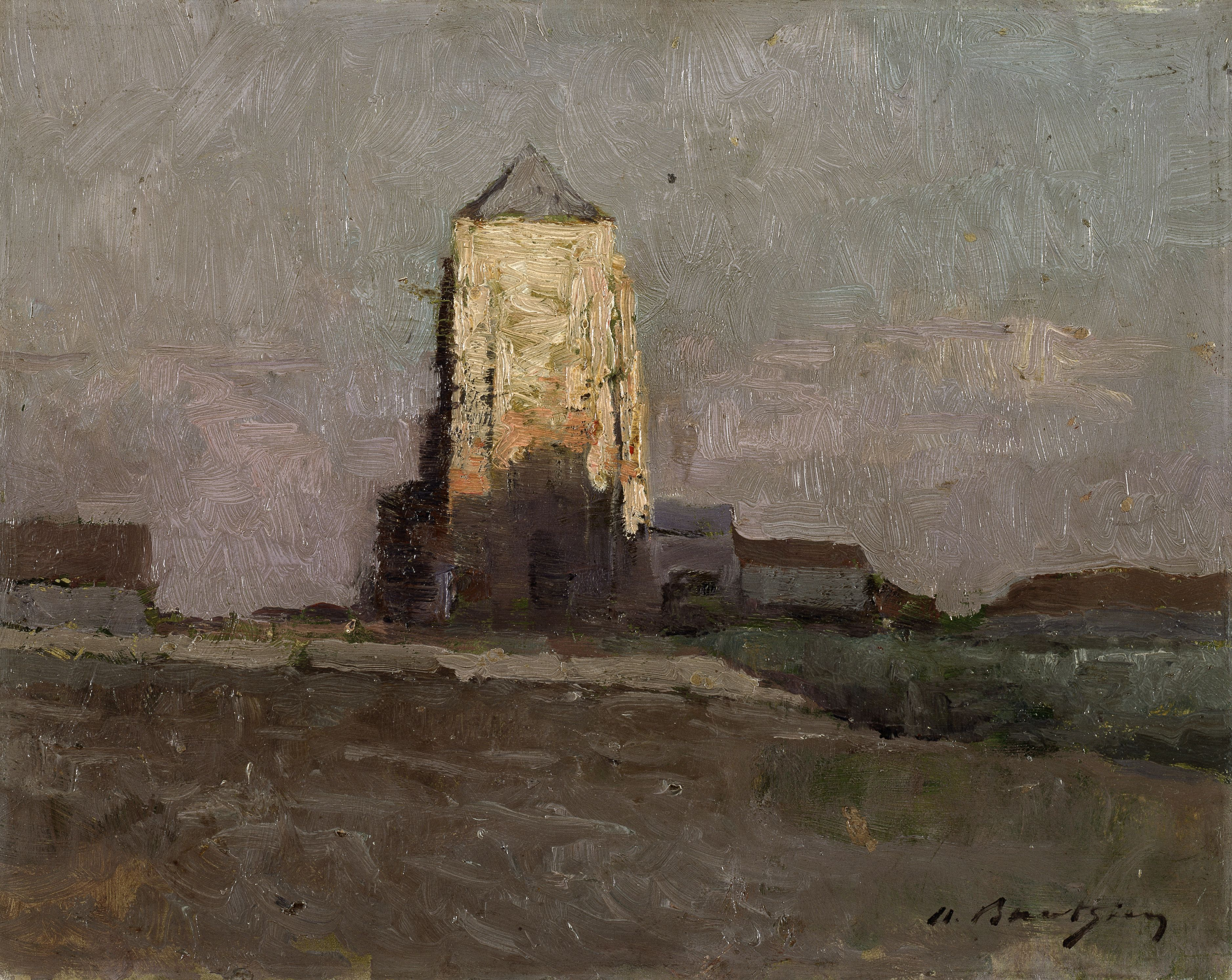
L'Église de Mariakerke (Ostende), 1892 Musée des Beaux-Arts de Gand
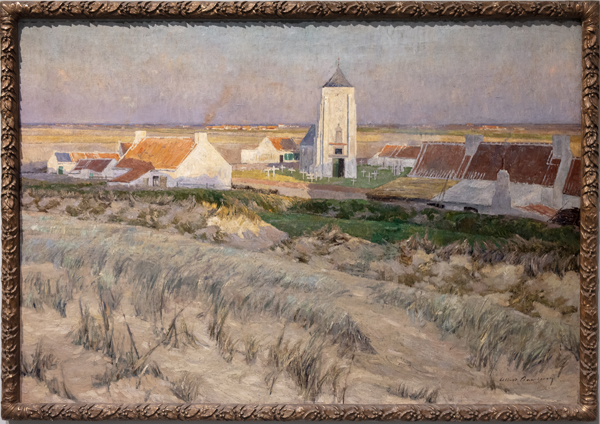
L'Église des dunes de Mariakerke, vers 1891 Collection privée